# 물례레스 아파이쇼나다스
《물례레스 아파이쇼나다스》(포르투갈어: Mulheres Apaixonadas)는 2003년 방영된 브라질의 텔레노벨라이다.